# Austrophorocera lucagus
Austrophorocera lucagus är en tvåvingeart som först beskrevs av Walker 1849.  Austrophorocera lucagus ingår i släktet Austrophorocera och familjen parasitflugor. Inga underarter finns listade i Catalogue of Life.